# Karl Škoda
Karl Škoda (* 26. Juli 1872 in Oslawan, Mähren; † 22. Juli 1930 in Villach) war ein österreichischer Veterinär und Universitätslehrer.
Škoda absolvierte in Wien das Gymnasium und studierte an der Tierärztlichen Hochschule und Medizin an der Universität ebenfalls in Wien. So erhielt er 1893 das tierärztliche Diplom und 1900 wurde er Dr. med. Nach der Zeit als Assistent an der Lehrkanzel für systematische und topographische Anatomie wurde er 1903 Privatdozent für Tieranatomie. Im Jahr 1911 wurde er zum ao. Professor und im Jahr 1914 zu o. Professor und Vorstand der Lehrkanzel für Anatomie an der Tierärztlichen Hochschule ernannt. In den Jahren 1925 bis 1927 war er auch Rektor der Hochschule.
Er starb bei einem Kuraufenthalt in Warmbad Villach.

## Wirken
Wissenschaftlich befasste er sich ebenfalls mit der systematischen und topographischen Anatomie. Bekannt sind seine anatomischen Beschreibungen der Pferde. So wurde als Skodasches Band das "ligamentum metacarpo(-tarso)-intersesamoidum" des Pferdes ein Begriff in der Veterinäranatomie.
Die anatomische Sammlung erhielt von ihm Injektions- und Ausgusspräparate, die nach seinem Tod noch um Schädel und Kleintierskelette erweitert wurde.
Seine Publikationen erschienen hauptsächlich im Anatomischen Anzeiger.